# Otto Mandt
Otto Mandt (* 7. Juni 1858 in Oberlahnstein; † 2. Januar 1919 in Berlin) war ein deutscher Marineoffizier, zuletzt Konteradmiral der Kaiserlichen Marine.

## Leben
Er war der Sohn des aus Rodenberg stammenden Bataillonsarztes Carl Mandt und Vater des Versicherungsmanagers Harald Mandt. Seine Schulbildung erhielt er in Biebrich und Wiesbaden.
1874 trat Mandt als Kadett in die Kaiserliche Marine ein. 1875/77 segelte er mit der Vineta um die Welt und wurde anschließend im Dezember 1877 zum Leutnant zur See befördert. Von 1880 bis 1881 reiste er mit der Victoria unter dem Kommando von Korvettenkapitän Victor Valois über das Mittelmeer sowie nach Westafrika und Südamerika. 1884 wurde er zum Oberleutnant zur See befördert und fuhr auf der Möwe nach West- und Ostafrika. Auf dieser Reise wurden 1884 die Deutschen Kolonialgebiete Kamerun, Togo und Deutsch-Südwestafrika erworben und 1885 verstarb der Afrikaforscher Gustav Nachtigal an Bord der Möwe an Tuberkulose. 1886 wurde Mandt Adjutant der 1. Matrosen-Division und wurde anschließend 1889 zum Kapitänleutnant befördert. Bis 1890 befuhr er dann mit der Kaiser das Mittelmeer. Mit an Bord war Kaiser Wilhelm II., der zur Hochzeit seiner Schwester nach Griechenland fuhr. Nach dieser Reise diente Mandt erst als Flaggleutnant des Manövergeschwaders unter Vizeadmiral Karl August Deinhard und von 1894 bis 1897 war er im Reichsmarineamt tätig. 1896 zum Korvettenkapitän befördert, kommandierte Mandt von 1898 bis 1899 die Bussard in der Südsee. Von 1899 bis 1902 war er als Ausrüstungsdirektor in der Wilhelmshavener Werft tätig und wurde während dieser Zeit 1901 zum Fregattenkapitän befördert. 1902 zum Kapitän zur See befördert, führte er als Kommandant 1902 das Schulschiff Charlotte nach Südamerika und 1903 das Schulschiff Stosch nach Westindien. 1904 war Mandt Kommandeur der Schiffsjungendivision in Friedrichsort und wurde am 14. Juli 1904 zur Disposition gestellt.
Nach seiner Marinelaufbahn trat Mandt in das Reichsamt des Innern ein und erhielt 1910 den Titel eines Geheimen Regierungsrats.
1913 trat er aus dem Staatsdienst aus und wurde technischer Beirat bei dem, 1885 aus dem Deutschen Fischereiverein hervorgegangenen, Deutschen Seefischereiverein.
Während des Ersten Weltkriegs wurde Mandt ab August 1914 als z.D.-Offizier wiederverwendet. Er war bei der Marinenachrichtenstelle Brüsterort tätig und wurde 1915 Vorstand und Leiter der Marine-Versorgungsstelle Swinemünde. Unter Verleihung des Charakters als Konteradmiral wurde er am 30. Juni 1916 von diesem Posten entbunden. Er kehrte daraufhin in die Geschäftsstelle des Deutschen Seefischereivereins zurück, in welcher er bis zu seinem Tod 1919 blieb.